# Atletisme als Jocs Olímpics d'Estiu de 1924 - 10.000 metres masculins
Els 10.000 metres masculins va ser una de les proves del programa d'atletisme disputades durant els Jocs Olímpics de París de 1924. La prova es va disputar el 6 de juliol de 1924 i hi van prendre part 33 atletes de 16 nacions diferents.
Paavo Nurmi, el millor corredor de llarga distància del moment, no va disputar aquesta carrera. Només unes setmanes després de les Olimpíades, el 31 d'agost, Nurmi va establir un nou rècord del món amb 30' 06,2" a Kuopio. Es desconeix el nombre exacte de participants, però les fotografies mostren al voltant de 35 competidors.

## Medallistes
| Or                 | Plata            | Bronze          |
| Ville Ritola (FIN) | Edvin Wide (SWE) | Eero Berg (FIN) |

## Rècords
Aquests eren els rècords del món i olímpic que hi havia abans de la celebració dels Jocs Olímpics de 1924.
| Rècord del Món | 30' 35,4" | Ville Ritola       | Hèlsinki (FIN) | 25 de maig de 1924  |
| Rècord Olímpic | 31' 20,8" | Hannes Kolehmainen | Estocolm (SWE) | 8 de juliol de 1912 |

Ville Ritola va establir un nou rècord del món amb 30'23,2".

## Resultats
| Posició | Atleta                    | Temps      |
| ------- | ------------------------- | ---------- |
| 1       | Ville Ritola (FIN)        | 30:23,2 WR |
| 2       | Edvin Wide (SWE)          | 30:55,2    |
| 3       | Eero Berg (FIN)           | 31:43,0    |
| 4       | Väinö Sipilä (FIN)        | 31:50,2    |
| 5       | Ernie Harper (GBR)        | 31:58,0    |
| 6       | Halland Britton (GBR)     | 32:06,0    |
| 7       | Guillaume Tell (FRA)      | 32:12,0    |
| 8       | Earle Johnson (USA)       | 32:17,0    |
| 9       | Robert Marchal (FRA)      | 32:33,0    |
| 10      | Artūrs Motmillers (LAT)   | 32:44,0    |
| 11      | Henri Lauvaux (FRA)       | 32:48,0    |
| 12      | Gaston Heuet (FRA)        | 32:52,0    |
| 13      | Sven Thuresson (SWE)      | no time    |
| 14      | Charles Clibbon (GBR)     | no time    |
| 15      | John Gray (USA)           | no time    |
| 16      | Sidon Ebeling (SWE)       | no time    |
| —       | Eddie Webster (GBR)       | DNF        |
| —       | Gösta Bergström (SWE)     | DNF        |
| —       | Verne Booth (USA)         | DNF        |
| —       | Wayne Johnson (USA)       | DNF        |
| —       | Camiel Van de Velde (BEL) | DNF        |
| —       | Anton Tsvetanov (BUL)     | DNF        |
| —       | Vasil Venkov (BUL)        | DNF        |
| —       | Pál Király (HUN)          | DNF        |
| —       | John Ryan (IRL)           | DNF        |
| —       | Pala Singh (IND)          | DNF        |
| —       | Carlo Speroni (ITA)       | DNF        |
| —       | Vilis Cimmermanis (LAT)   | DNF        |
| —       | Alberto Jarrín (ECU)      | DNF        |
| —       | Vyron Athanasiadis (GRE)  | DNF        |
| —       | Alexandros Kranis (GRE)   | DNF        |
| —       | Pedro Curiel (MEX)        | DNF        |
| —       | Gurbachan Singh (IND)     | ?          |
| —       | Mareg Mangaschia (ITA)    | ?          |
| —       | Tacle Redda (ITA)         | ?          |

Es desconeix si Singh Randhawa, Mangashia i Redda va realment competir.